# 硫化ルビジウム
硫化ルビジウム(Rubidium sulfide)は、化学式Rb2Sの無機化合物である。白色の固体で、他のアルカリ金属硫化物と似た性質を持つ。

## 合成
硫化水素を水酸化ルビジウム溶液に溶解させると、硫化水素ルビジウムが生成し、その後、硫化ルビジウムが生成する。
{\displaystyle \mathrm {RbOH+H_{2}S\longrightarrow RbHS+H_{2}O} }
{\displaystyle \mathrm {RbHS+RbOH\longrightarrow Rb_{2}S+H_{2}O} }

## 性質

### 物理的性質
硫化リチウム、硫化ナトリウム、硫化カリウムと似た、逆蛍石型構造として知られる立方晶を形成する。空間群は、{\displaystyle Fm{\bar {3}}m}で、単位胞の結晶格子は、765.0 pmである。

### 化学的性質
水素ガス中で硫黄と反応し、五硫化ルビジウムRb2S5を形成する。